# Jamolice
Jamolice är en ort i Tjeckien.   Den ligger i regionen Södra Mähren, i den sydöstra delen av landet, 170 km sydost om huvudstaden Prag. Jamolice ligger 347 meter över havet och antalet invånare är 444.
Terrängen runt Jamolice är huvudsakligen platt, men österut är den kuperad.Runt Jamolice är det ganska tätbefolkat, med 172 invånare per kvadratkilometer. Närmaste större samhälle är Moravský Krumlov, 5,0 km sydost om Jamolice. Trakten runt Jamolice består till största delen av jordbruksmark.